# Chondrostoma angorense
Chondrostoma angorense és una espècie de peix cipriniforme de la família dels ciprínids que es troba al nord d'Anatòlia (Turquia).